# 永池克明
永池 克明（ながいけ かつあき、1944年 - ）は、日本の経営者、研究者である。総合政策博士（2005年、中央大学にて取得）。

## 経歴・人物
1944年の生まれ。長崎県島原市の出身である。1967年3月に山口大学経済学部経済学科を卒業。2005年に中央大学大学院総合政策研究科博士後期課程を修了し、総合政策博士となる。1967年に東京芝浦電気株式会社(現・東芝)に入社。1976年ドイツ・キール大学世界経済研究所に留学する。以後、東芝アメリカ情報システム社(IEBS社)副社長、アジア総括事務所企画支援部長、相互企画部担当部長、参与(経営トップ特別補佐)を歴任する。2003年に九州大学大学院経営学研究院の教授に就任し、2005年同大学アジア総合政策センター教授を兼務する。2009年 - 2013年3月、久留米大学ビジネス研究所長に就任する。中国・東北大学工商管理学院客員教授、九州アジア・中国ビジネス研究会座長を務める 。

## 業績・研究
- 永池克明「e-ビジネス活用による北東アジア沿岸地域の発展促進について」『東亜経済研究』第60巻第3号、山口大学東亜経済学会、2001年12月、233-249頁、ISSN 09116303、NAID 40002573336。
- 永池克明『電機産業の発展プロセス : 競争力を高める企業戦略』中央経済社、2007年。 NCID BA81133081。
- 『グローバル経営の新潮流とアジア』(九州大学出版会、2008年)
- 『国際企業経営の大転換』( 九州大学出版部、2011年)